# Autologisierung
Autologisierung (von altgriechisch αὐτός autós: „selbst“ und λόγος lόgos: „Wort“, „Rede“) ist ein Begriff aus dem Journalismus und der neueren Medientheorie und bezeichnet das zunehmende Auftreten von Autologien im Journalismus. Autologie bedeutet in diesem Zusammenhang, dass sich eine journalistische Quelle auf andere journalistische, d. h. endogene Quellen und journalistische Themen oder bereits in den Medien behandelte Themen bezieht. Wichtig ist demnach nicht, was kommuniziert wird, sondern dass kommuniziert wird (vgl. die Medientheorie von Norbert Bolz).
Medienexterne Quellen wie Politiker, Künstler, „Betroffene“, Meinungsführer oder Rezipienten (Fremdreferenz) werden dabei zunehmend verdrängt durch Selbstreferenz. Bei tendenziell autopoietisch operierenden Medien entstehen Medienthemen zunehmend in Redaktionssitzungen, Besprechungen mit Vorgesetzten usw. Das Phänomen wird – im Verbund mit weiteren Beobachtungen – als Autopoietisierung des Journalismus bezeichnet.
Die durch Kybernetik und Konstruktivismus geprägte Sichtweise geht von der grundlegenden Annahme aus, dass Wissen nicht statisch ist, sondern in einem Interaktions- und Kommunikationsprozess entsteht. Die klassischen Funktionen der Massenkommunikation (z. B. Meinungsbildung, Kontrolle, „vierte Gewalt“) können jedoch nur hinreichend erfüllt werden, wenn sich diese Prozesse nicht überwiegend selbstreferentiell abspielen, sondern eben auch systemexterne Quellen miteinbeziehen.
Der Salzburger Kommunikationswissenschaftler Stefan Weber prägte den medien- bzw. kommunikationstheoretischen Begriff der Autologisierung des Journalismus in den 1990er Jahren und untersucht diesen Thesenkomplex seitdem in empirischen Forschungsprojekten wie Zwischen Selbstreferenz und Fremdsteuerung.